# Ши, Анисета
Анисета Ши (англ. Aniceta Shea, в замужестве Макдоналд, англ. MacDonald; 15 мая 1908, Ньюпорт, штат Род-Айленд — 30 марта 2004, там же) — американская камерная певица (сопрано).
Окончила школу в Ньюпорте и колледж в Конвент-Стейшен (Нью-Джерси), а затем Консерваторию Новой Англии (1933), училась также в Берлине у Карлотты Таушер Буш, дочери и ученицы Иоганны Гадски. В 1935 году стала одной из победительниц Наумбурговского конкурса молодых исполнителей, благодаря чему дебютировала 2 марта 1936 года с сольным концертом на сцене нью-йоркского Таун-Холла: рецензент «Нью-Йорк Таймс» высоко оценил её природную одарённость, силу, диапазон и блеск голоса, уверенность исполнения, теплоту тона.
В 1938—1939 гг. работала в Берлине, в 1953 году гастролировала во Франции, Германии, Великобритании и Ирландии. Выпустила альбом «Музыка из Ватикана» (англ. Music From The Vatican) с итальянскими ариями (от Франческо Дуранте до Арриго Бойто) и американскими песнями первой половины XX века. В 1956 году исполнила Национальный гимн США на торжествах в честь столетия президента Вудро Вильсона в Бостоне.